# 會田雄亮
會田 雄亮（あいだ ゆうすけ、1931年11月12日 - 2015年10月28日）は、日本の陶芸家。造園系彫刻家・環境デザイン造形作家。東北芸術工科大学名誉教授。環境造形や、練り込み（練り上げ）の工芸作品で知られる。1979年にはネッスル日本（現：ネスレ日本）の『ネスカフェゴールドブレンド』のイメージキャラクターに当たる「違いのわかる男」に起用された。このCMは山梨県南都留郡忍野村にある忍野窯でも流されている。

## 略歴
1931年（昭和6年）、東京都に生まれる。戦時中に山形へ疎開し山形県立山形第二中学校（現・山形県立山形南高等学校）に在籍。
東京都立江北高等学校を経て1956年（昭和31年）千葉大学園芸学部旧造園学科卒業（都市計画系研究室出身）。
宮之原謙に師事する。1961年渡米。ボストン美術館附属美術学校講師。Bennington Potters Co. にチーフデザイナーとして勤務。1965年、日本デザイナークラフトマン協会（現 日本クラフトデザイン協会）理事。日本ニュークラフト展（現日本クラフト展）審査員。1968年、イタリアのファエンツァ国際陶芸コンペで金賞受賞（キャセロール作品）。1972年から1976年にかけて日本デザイナークラフトマン協会理事長を、1976年から1979年にかけて社団法人日本クラフトデザイン協会理事長を、1986年から1990年にかけて通産省デザイン奨励審議会委員を歴任。
1991年、社団法人日本建築美術工芸協会理事。
1992年、東北芸術工科大学芸術学部美術科教授。1993年にデザイン功労賞を受賞。
1998年から2002年にかけて東北芸術工科大学学長・理事就任。2002年（平成14年）3月、東北芸術工科大学学長・理事退任し、同大学名誉教授。2006年、愛知県立芸術大学客員教授。
2015年10月28日に敗血症のため死去。83歳没。

## 環境造形作品
- 1965年 茨城県立県民文化センター 陶壁
- 1967年 杉並区立杉並会館 ロビー陶壁
- 1968年 殖産相互銀行本店 「陶による造形」
- 1970年 大阪伊那製陶ビル（第5回サインデザイン賞 サイン建築部門金賞）
- 1971年 京王プラザホテル エントランス 外壁2・4・5階ホワイエ 陶壁 ラウンジ庭園『陶と水と庭』[7]
- 1972年 名古屋観光ホテル 陶による造形、陶壁、石庭（1973年度 日本インテリアデザイン協会賞）
- 1973年 海運ビル  広場の造形 陶壁
- 1974年 新宿三井ビルディング 55ひろば（現：55HIROBA）[5]（第2回 吉田五十八賞）
- 1975年 オークラホテル新潟 外空間デザイン
- 1975年 茅ヶ崎の家
- 1977年 新宿三井ビルディング モニュメント 滝等広場の造形
- 1978年 大生相互銀行本店 広場の造形
- 1978年 海事センタービル
- 1979年 興亜火災海上保険本社
- 1980年 豊中ポケットパーク
- 1980年 クアハウス碁点
- 1980年 大阪工業大学図書館 ロビー 陶壁
- 1980年 日本銀行大阪支店 食堂の陶壁
- 1981年 神戸ポートアイランド 市民広場 陶と水のモニュメント『RISING PIER』
- 1981年 第一勧業銀行本店『陶と水の流れ』
- 1981年 ホテルキャッスル山形 ロビー 陶壁[注 1]
- 1982年 山梨県民文化ホール 大・小ホール
- 1982年 山形県立山形南高等学校 ロビー・陶壁『立志九天』、エントランス『芳賀先生記念碑』
- 1982年 船橋市役所庁舎ロビー 陶壁『Composition '82』、陶壁『土岐の舞』
- 1982年 京王プラザホテル札幌 ロビー陶壁『北帰行』
- 1983年 山形市役所庁舎 1階市民サロン陶壁『春一番』、2階市民ホール陶壁『雲の旅立ち』[9]
- 1983年 豊中市立青年の家いぶき ロビー 陶壁
- 1983年 静岡ターミナルホテル 陶壁
- 1984年 豊中市立アクア文化ホール 陶壁
- 1984年 忍野村役場
- 1985年 山形済生病院
- 1986年 小瀬スポーツ公園『モニュメントプラザ』
- 1986年 小国町役場庁舎ロビー 陶壁
- 1986年 静岡市役所庁舎ロビー 陶壁
- 1987年 山形共立本社ビル
- 1987年 コミュニケーションホールTASロビー 陶壁
- 1988年 FANUC商品開発研究所 ロビー 陶壁
- 1988年 豊中老人ホーム 彫刻庭園
- 1989年 豊中庄内文化ホール 陶壁
- 1989年 FANUC一位館ゲストルーム 陶壁
- 1989年 豊中市立ローズ文化ホール
- 1991年 FANUC曙館 モニュメント及び陶壁
- 1992年 FANUC北海道支社
- 1992年 信州高遠美術館 陶壁と歩道陶板
- 1992年 池袋ターミナルビル モニュメント
- 1993年 江別市セラミックアートセンター ロビー 陶壁『火の如く明日を開け』[10]
- 1994年 北海道立文学館 ロビー 陶壁
- 1995年 森鷗外記念館 陶の庭『回帰』
- 1995年 紀尾井町福田家ビル ロビー 陶壁
- 1997年 千葉市稲毛図書館 一般開架室・陶壁
- 1997年 白鷹町立病院 ロビー 陶壁
- 1999年 北海道立総合体育センター 陶と水の流れのモニュメント『モニュメントタワー』
- 1999年 千歳山ビル
- 1999年 JRさくらんぼ東根駅 陶壁
- 1999年 小国町立病院
- 1999年 小国町立福祉センター ロビー 陶壁
- 1999年 北海道立総合体育センター 『陶と水の流れのモニュメント』
- 2000年 山形市霞城セントラル広場『虹の防人』[11]
- 2002年 科学技術振興団体 活用プラザ(現 科学技術振興機構 JSTイノベーションプラザ)［全国7カ所］
- 2003年 東京女子医科大学病院 総合外来センター『心むすび 陶の庭』
- 2004年 東通村立東通小学校 陶壁
- 2004年 科学技術振興事業団 研究成果活用プラザ
- 2005年 グルックハイム紀尾井町 陶壁
- 2005年 札幌市山口斎場 アートワーク
- 2005年 FANUCサーボモータ・スピンドルモータ工場陶壁
- 2006年 FANUC 陶壁『上限の月よ明日を開け』
- 2008年 旭川赤十字病院モニュメント
- 2009年 FANUC CNC工場 陶壁『雲海に立つ』
- 2011年 FANUC 本館陶壁『宇宙に立つ』
- 2014年 京王プラザホテル ラウンジ陶の庭『月に詩う』
- 2017年 JR大阪駅 高速バスターミナル前 暁の広場『暁に立つ』[12]